# Coracina temminckii
A Coracina temminckii a madarak osztályának verébalakúak (Passeriformes) rendjébe és a tüskésfarúfélék (Campephagidae) családjába tartozó faj.

## Rendszerezése
A fajt Salomon Müller német zoológus és ornitológus írta le 1843-ban, a Ceblepyris nembe Ceblepyris temminckii néven. Tudományos faji nevét Coenraad Jacob Temminck holland arisztokrata és zoológus tiszteletére kapta.

## Alfajai
- Coracina temminckii rileyi Meise, 1931
- Coracina temminckii temminckii (S. Muller, 1843)
- Coracina temminckii tonkeana (A. B. Meyer, 1903)[2]

## Előfordulása
Indonéziához tartozó Celebesz szigetén honos. Természetes élőhelyei a szubtrópusi vagy trópusi síkvidéki és hegyi esőerdők, valamint ültetvények. Állandó, nem vonuló faj.

## Megjelenése
Testhossza 31 centiméter.

## Természetvédelmi helyzete
Az elterjedési területe még nagyon nagy, de súlyosan töredezett és csökken, egyedszáma viszont stabil. A Természetvédelmi Világszövetség Vörös listáján nem fenyegetett fajként szerepel.